# Гроньяр, Алексис
Алексис Гроньяр (фр. Alexis Grognard; 1752—1840) — французский художник и педагог.

## Биография
Родился 19 января 1752 года в Лионе в семье Антуана Гроньяра (1706—1787), производителя и продавца тканей, и его жены Мари-Элеонор Ганен (1719—1759), родственнице художника Флёри Ришара. Был шестым ребёнком из восьми детей.

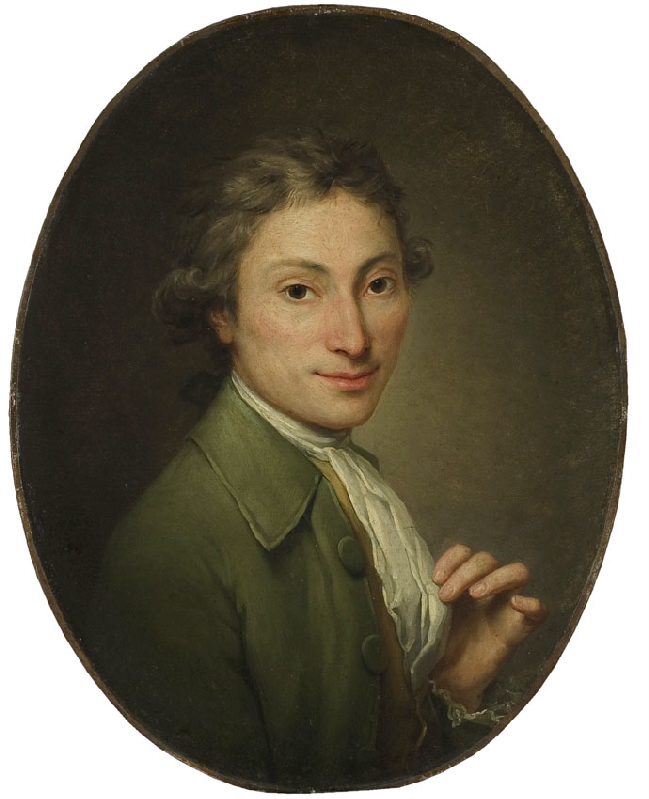
Алексис Гроньяр, Мужской портрет

После получения начального образования обучался рисованию у французского художника-портретиста Дона Нонотта. Затем обучался в Париже в школе художника Жозефа-Мари Вьена, где его сокурсником был Жак-Луи Давид. Позже совершил путешествие в Рим, где продолжил образование. В 1771 году был приглашен в Лионскую высшую школу изящных искусств, заняв в ней должность профессора. В этой школе в 1789—1793 годах учился Флёри Франсуа Ришар.
После Французской революции была закрыта Королевская академия искусств, и в 1795 году открылась Центральная школа (фр. École centrale), заменившая старые школы искусств и просуществовавшая по 1802 год. В 1807 году была образована École impériale des beaux-arts, в которую пришёл Гроньяр. В 1823 году он стал её руководителем и проработал в ней в течение более 30 лет. В числе его учеников были Жан-Клод Боннефон и Пьер Ревой.
Умер Алексис Гроньяр 4 июня 1840 года в Лионе.